# 沙托丹
沙托丹（法語：Châteaudun，發音：[ʃɑtodœ̃] ⓘ），法国中北部城市，中央-卢瓦尔河谷大区厄尔-卢瓦省的一个市镇，同时也是该省的一个副省会，下辖沙托丹区，其市镇面积为28.5平方公里，2022年1月1日时人口数量为12,898人，是该省人口第四多的市镇，在法国市镇中排名第739位。
沙托丹位于厄尔-卢瓦省南部，卢瓦河畔，是一个区域性的中心城市和公路交通枢纽。沙托丹因同名城堡、同名战役和其境内的279号空军基地而闻名。

## 地名来源

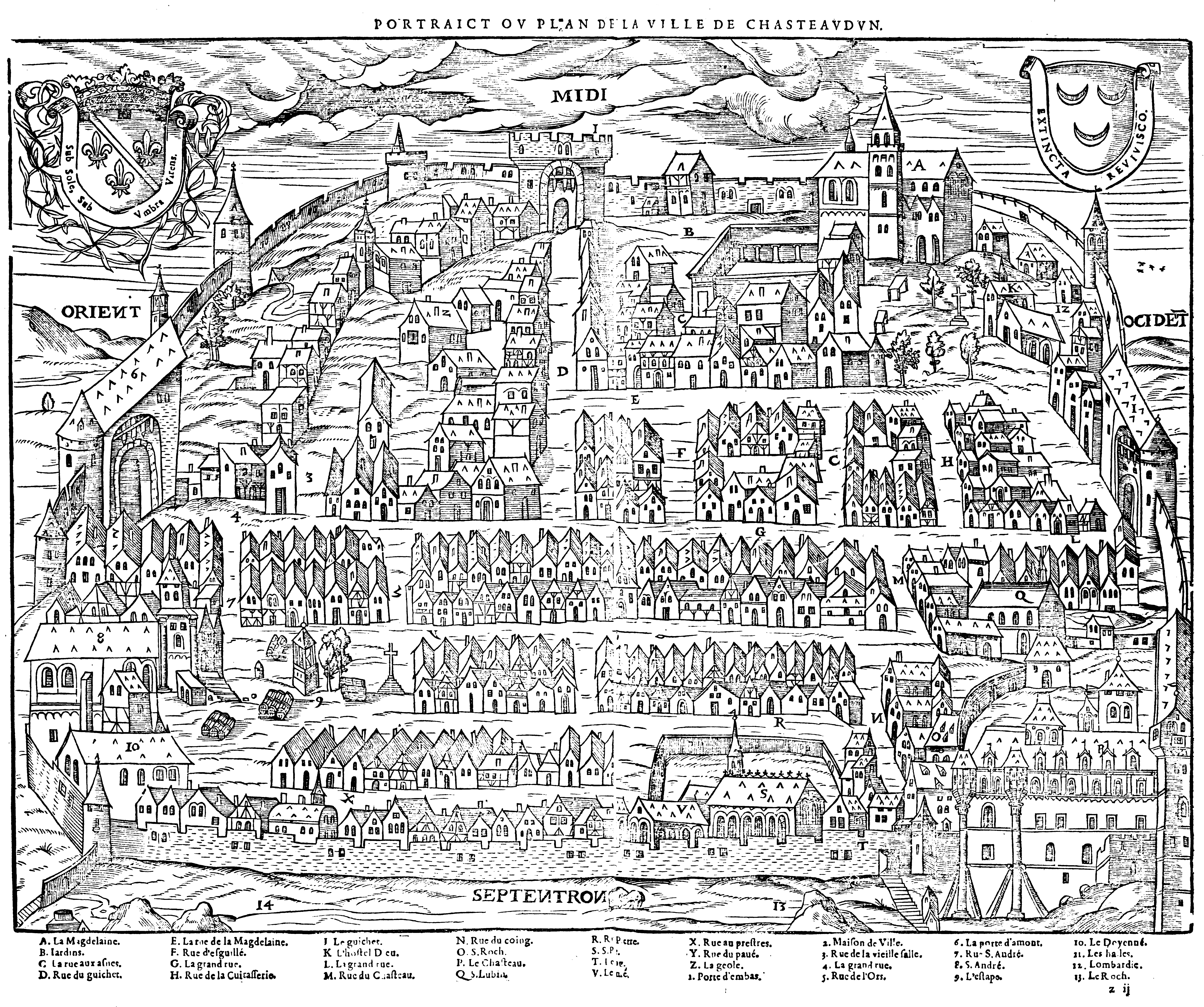
17世纪的沙托丹

“沙托丹”一名包含“沙托”和“丹”两部分，其中一名来源于拉丁语，意为“城堡”，与现代法语单词同源；则来源于古高卢语，意为“高地”，可能与当地的地形有关。沙托丹附近地区被称为“迪努瓦地区”，是法国的一个自然和历史区域。

## 历史

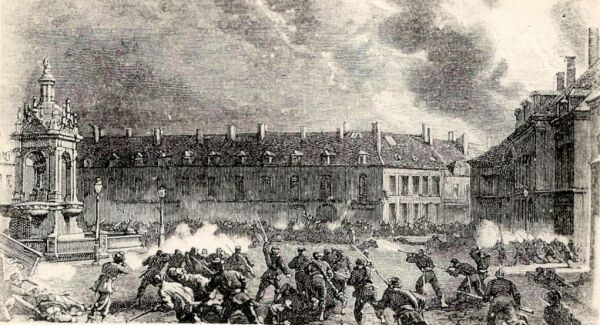
沙托丹战役

高卢时期，沙托丹为卡努特人的活动范围，公元5世纪时，圣阿韦坦成为沙托丹的首位主教。约公元840年，特鲁瓦伯爵厄德二世获得沙托丹伯爵的爵位。中世纪中期，诺曼人入侵，沙托丹成为边防城市，布卢瓦家族继承了这片区域，蒂博五世开始在卢瓦河畔修建城堡。1197年，沙托丹获得市镇宪章。1439年，奥尔良贵族让·德·迪努瓦获得的沙托丹的爵位。文艺复兴期间，沙托丹城堡改造成为一座大型的哥特式庄园建筑。1723年6月20日，沙托丹市区发生严重的火灾，超过半数的居民楼被烧毁。法国大革命后，沙托丹成为厄尔-卢瓦省的一个副省会。普法战争时期，法兰西抵抗军与普鲁士军队于1870年10月18日在沙托丹展开了激烈的战斗，尽管普鲁士军队最终被打败，但沙托丹市区建筑几乎全部被毁。1877年10月3日，时任法国总统帕特里斯·麦克马洪为沙托丹颁布了荣誉勋章。1934年，法国空军在沙托丹市区东部建立沙托丹279号空军基地，二战时期被纳粹德军占领，后成为联军轰炸目标。1938年西班牙内战期间，沙托丹接纳了大批西班牙难民。黄金三十年期间，沙托丹人口数量快速增加，20年代80年代后基本停滞。

## 地理

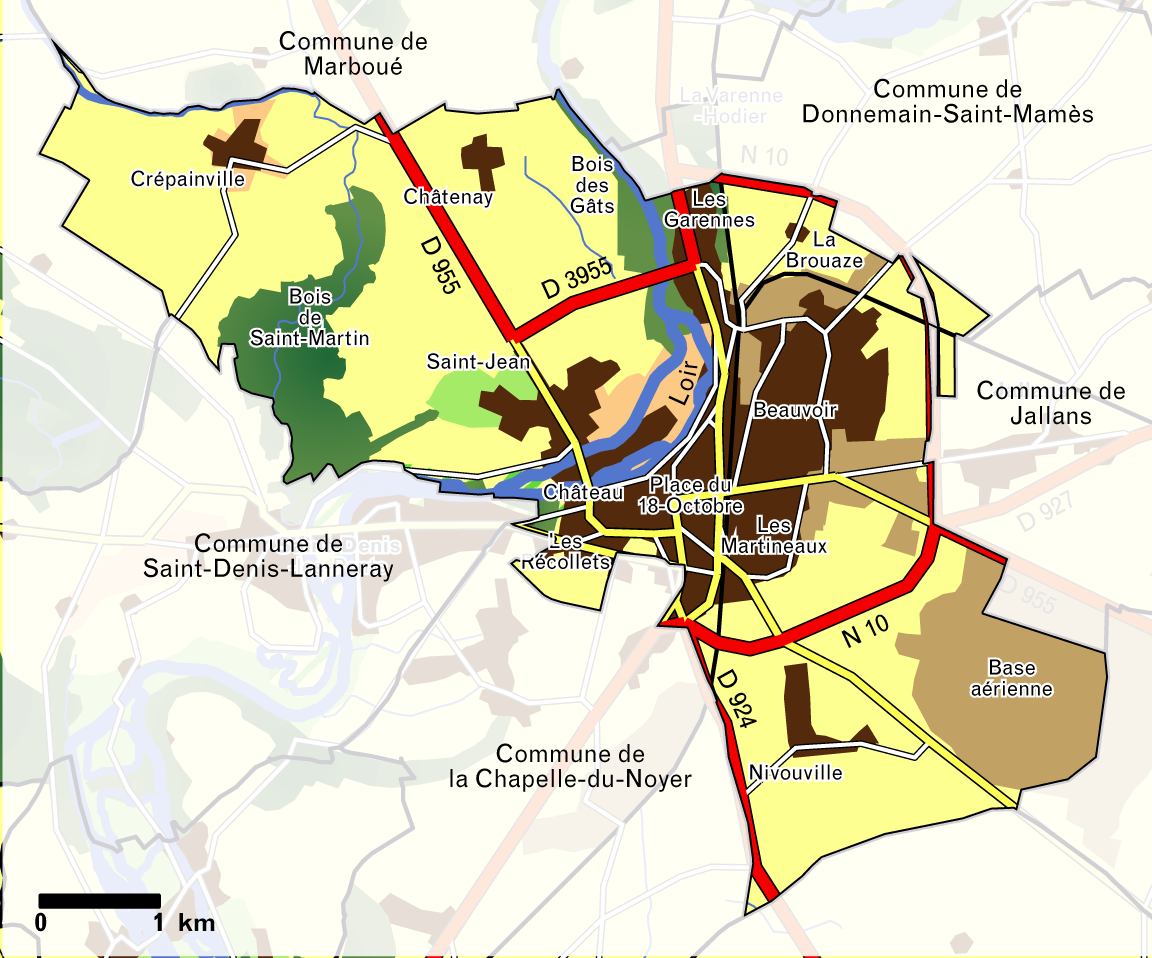
沙托丹市区简图

沙托丹位于法国中北部偏西，中央-卢瓦尔河谷大区中北部和厄尔-卢瓦省南部，距离省会沙特尔大约50公里。与沙托丹接壤的市镇包括：马尔布埃、蒂维尔、圣但尼-拉讷赖、维勒莫里、雅朗。

### 地形
沙托丹位于佩尔什和博斯两个自然区域的交汇地带，境内以平原和浅丘为主，老城区位于卢瓦河左岸的一处高地之上，连接河岸和老城区的道路有较为明显的起伏，全境海拔在102到152米之间。

### 水文
卢瓦尔河自北转西流经沙托丹境内，水面较为平稳，历史上曾有通航，现仍留有少量航道及设施，属于卢瓦尔河水系。

### 植被
沙托丹属于温带落叶林区，市区内的主要绿地公园包括拉兰维尔公园（Parc La Rainville）、莱奥·拉格朗日公园（Parc Léo Lagrange）和主宫医院花园（Jardin de l'Hotel Dieu），此外卢瓦河两岸及沙托丹城堡附近有大量林地分布，常年免费向公众开放。

### 气候
沙托丹在柯本气候分类法中属于温带海洋性气候。
沙托丹境内设有气象站，以下为该气象站的数据：
| 沙托丹1981年－2019年 | 沙托丹1981年－2019年 | 沙托丹1981年－2019年 | 沙托丹1981年－2019年 | 沙托丹1981年－2019年 | 沙托丹1981年－2019年 | 沙托丹1981年－2019年 | 沙托丹1981年－2019年 | 沙托丹1981年－2019年 | 沙托丹1981年－2019年 | 沙托丹1981年－2019年 | 沙托丹1981年－2019年 | 沙托丹1981年－2019年 | 沙托丹1981年－2019年 |
| 月份                 | 1月                  | 2月                  | 3月                  | 4月                  | 5月                  | 6月                  | 7月                  | 8月                  | 9月                  | 10月                 | 11月                 | 12月                 | 全年                 |
| -------------------- | -------------------- | -------------------- | -------------------- | -------------------- | -------------------- | -------------------- | -------------------- | -------------------- | -------------------- | -------------------- | -------------------- | -------------------- | -------------------- |
| 历史最高温 °C（°F）  | 15.7 (60.3)          | 21 (70)              | 25.4 (77.7)          | 28 (82)              | 32.1 (89.8)          | 37.7 (99.9)          | 41.7 (107.1)         | 39.3 (102.7)         | 34.1 (93.4)          | 29.9 (85.8)          | 21.7 (71.1)          | 17.1 (62.8)          | 41.7 (107.1)         |
| 平均高温 °C（°F）    | 6.7 (44.1)           | 7.9 (46.2)           | 12.1 (53.8)          | 15.1 (59.2)          | 18.9 (66.0)          | 22.4 (72.3)          | 25.3 (77.5)          | 25.2 (77.4)          | 21.5 (70.7)          | 16.4 (61.5)          | 10.4 (50.7)          | 7 (45)               | 15.7 (60.3)          |
| 日均气温 °C（°F）    | 3.8 (38.8)           | 4.3 (39.7)           | 7.4 (45.3)           | 9.8 (49.6)           | 13.6 (56.5)          | 16.8 (62.2)          | 19.2 (66.6)          | 19.1 (66.4)          | 15.8 (60.4)          | 11.9 (53.4)          | 7 (45)               | 4.2 (39.6)           | 11.1 (52.0)          |
| 平均低温 °C（°F）    | 0.9 (33.6)           | 0.6 (33.1)           | 2.7 (36.9)           | 4.5 (40.1)           | 8.3 (46.9)           | 11.1 (52.0)          | 13 (55)              | 12.9 (55.2)          | 10.1 (50.2)          | 7.3 (45.1)           | 3.6 (38.5)           | 1.5 (34.7)           | 6.4 (43.5)           |
| 历史最低温 °C（°F）  | −18.8 (−1.8)         | −17.2 (1.0)          | −11.8 (10.8)         | −6 (21)              | −2.3 (27.9)          | 1 (34)               | 4.2 (39.6)           | 3.6 (38.5)           | 0.7 (33.3)           | −4.6 (23.7)          | −13.4 (7.9)          | −16.3 (2.7)          | −18.8 (−1.8)         |
| 平均降水量 mm（）    | 53.3 (2.10)          | 41.2 (1.62)          | 43.3 (1.70)          | 50.3 (1.98)          | 60.1 (2.37)          | 45 (1.8)             | 55.3 (2.18)          | 41.7 (1.64)          | 44.6 (1.76)          | 65.9 (2.59)          | 53.5 (2.11)          | 58.1 (2.29)          | 612.3 (24.11)        |
| 月均日照時數         | 65.4                 | 87.2                 | 139.9                | 180                  | 209.5                | 226.3                | 230                  | 228.4                | 182.6                | 120.1                | 71.6                 | 58.4                 | 1,799.4              |
| 来源：infoclimat.fr  |                      |                      |                      |                      |                      |                      |                      |                      |                      |                      |                      |                      |                      |

## 行政区划
沙托丹是法国中央-卢瓦尔河谷大区厄尔-卢瓦省的一个市镇，编号为28088，它也是厄尔-卢瓦省的一个副省会。沙托丹下辖沙托丹区，管理沙托丹县，同时也是大沙托丹市镇公共社区的办公驻地。
法国国家统计与经济研究所（简称）在进行数据统计时，将沙托丹及相邻的另外3个市镇设为沙托丹城市核心区，并将包括核心区在内的周边共18个市镇划为沙托丹城市区。同时，还将沙托丹市镇分为了5个“块区”（IRIS），以便于统计人口分布情况。

## 交通

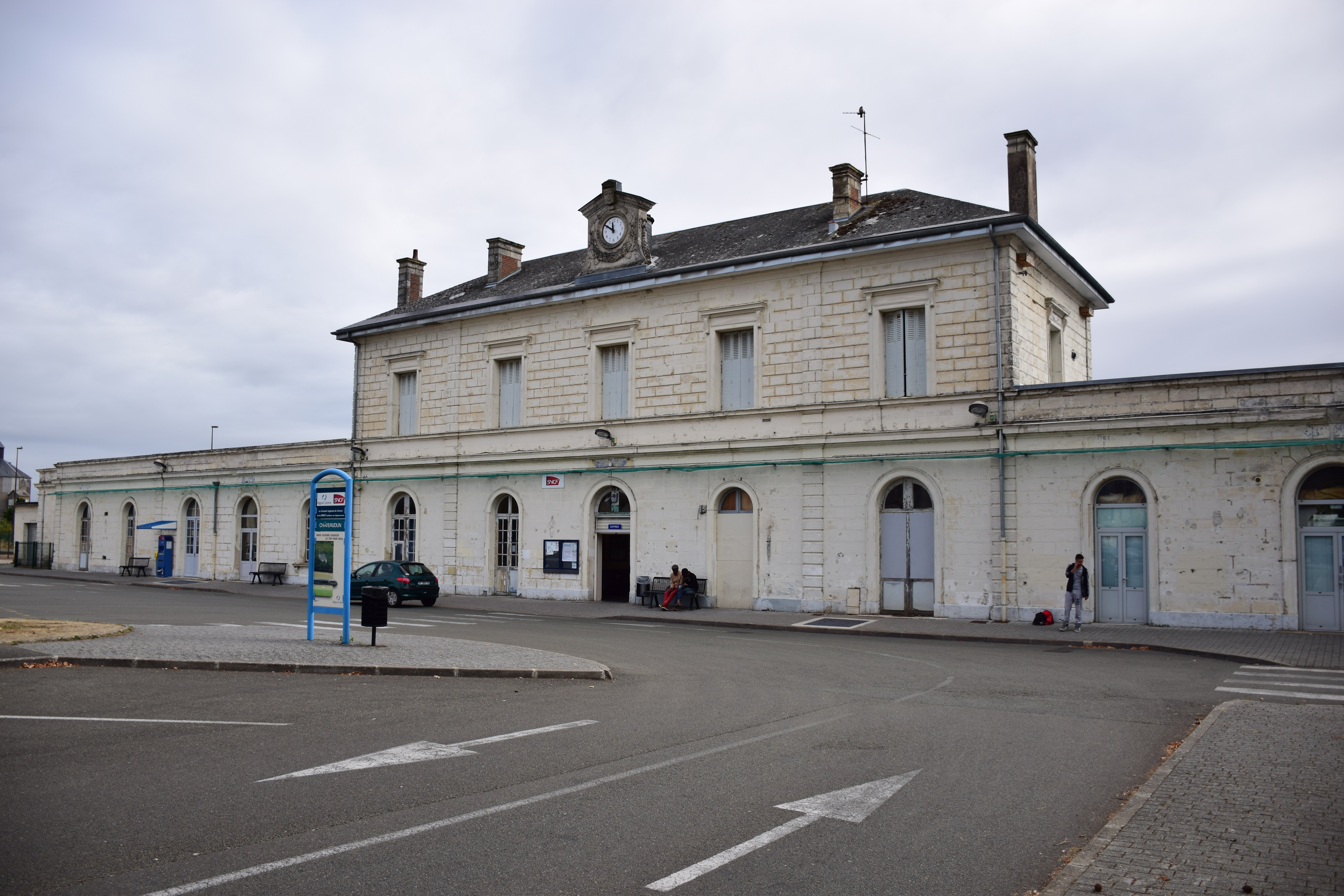
沙托丹火车站

沙托丹火车站前方的一辆公共汽车

### 公路
多条厄尔-卢瓦省省道在沙托丹境内交汇，中央-卢瓦尔河谷大区公共交通下属的沙特尔－图尔一线的巴士停靠沙托丹，此外有校车线路可前往奥尔良以及沙托丹周边部分市镇。
2017年，67.7%的沙托丹家庭拥有至少一辆的私人汽车。2018年，沙托丹境内共发生各类交通事故8起，造成8人受伤。

### 铁路
沙托丹位于布雷蒂尼－舒瓦西耶河畔拉芒布罗勒铁路上，该铁路是法国北部的一条重要地方铁路。沙托丹站位于市区中部，老城区以东，该站停靠往返于巴黎和旺多姆一线的区域列车，少量区域列车可直达图尔。

### 航空
距离沙托丹最近的民用航空站为巴黎-奥利机场，距离沙托丹市中心的公路里程约124公里。

### 城市公共交通
沙托丹城市公共交通（Transports en commun de Châteaudun，商业名称为）是当地的公交系统，由沙托丹市政府出资，免费向公众开放，包括3条单向循环的路线，覆盖了沙托丹市区内的主要街区及相邻的雅朗。

## 政治

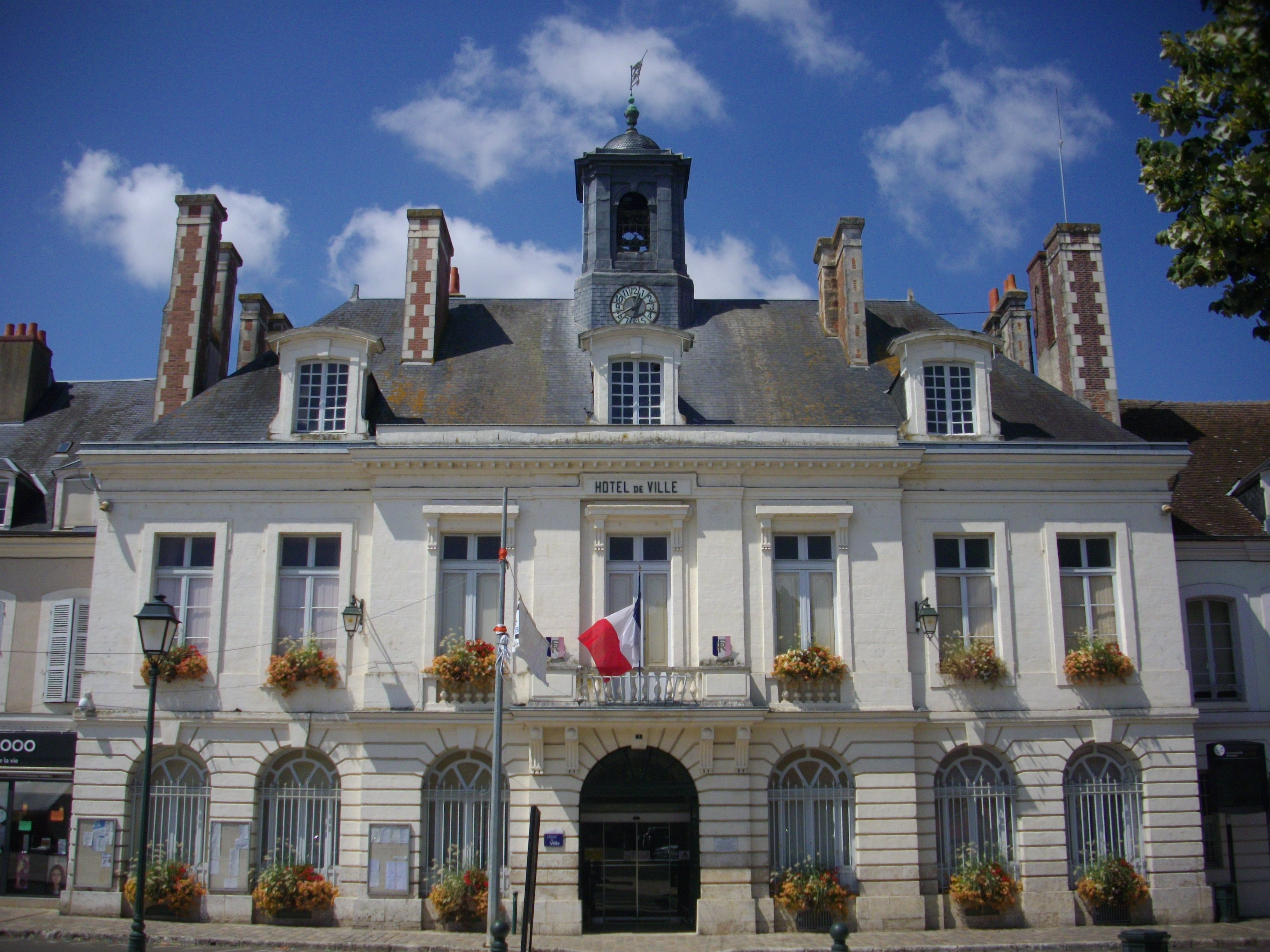
沙托丹市政厅

沙托丹的现任市长为法比安·韦尔迪耶先生（Fabien Verdier），他是一名左翼无党派人士，在2020年的市政选举中获得了51.21%的支持率。
在2017年的法国总统大选中，法国第25任总统埃马纽埃尔·马克龙在沙托丹获得了65.33%的支持率。
| 沙托丹历届市长 |                 |                                  |
| 任期           | 市长            | 党派                             |
| 1944年－1945年 | 皮埃尔·若西内   | 不详                             |
| 1945年－1947年 | 安德烈·佩德里   | 不详                             |
| 1947年－1965年 | 亨利·博内       | 不详                             |
| 1965年－1977年 | 保罗·戈舍里     | PS社会党                         |
| 1965年－1983年 | 让·阿尔迪       | PCF法国共产党                    |
| 1983年－2008年 | 阿兰·沃诺       | RPR保衛共和聯盟 →UMP人民运动联盟 |
| 2008年－2014年 | 迪迪耶·于盖     | DVD右翼无党派人士                |
| 2014年－2020年 | 阿兰·沃诺       | UMP人民运动联盟 →LR共和黨        |
| 2020年－       | 法比安·韦尔迪耶 | DVG左翼无党派人士                |

## 人口
2017年，沙托丹市镇人口数量为13,195，在法国排名第739位。其中男性6,574人，女性6,621人，75岁及以上人口占11.5%，外籍人口数量为3,140人，人口密度为463人/平方公里，当地居民被称为（男性）或（女性）。2018年，沙托丹境内出生123人，死亡人口180人。
| 年份   | 1936  | 1946  | 1954  | 1962   | 1968   | 1975   | 1982   | 1990   | 1999   | 2006   | 2011   | 2016   | 2017   |
| ------ | ----- | ----- | ----- | ------ | ------ | ------ | ------ | ------ | ------ | ------ | ------ | ------ | ------ |
| 人口數 | 7,057 | 8,145 | 9,687 | 11,982 | 14,450 | 15,338 | 15,319 | 14,511 | 14,543 | 13,955 | 13,216 | 13,077 | 13,195 |

## 经济
沙托丹是一个区域性的中心城市，当地共有各类用人单位1,372家，平均历史为17年，行政、医疗、机械及社会服务是当地的主要就业岗位类型。

## 财政收入
2018年，沙托丹的财政收入总额为20,957,800欧元，财政支出总额为19,971,200欧元，当年的债务总额为23,654,800欧元。
2014年，沙托丹的人均收入总额为2,453欧元，其中高职人员为4,060欧元，普通职员为1,741欧元。
2017年，沙托丹境内的青壮年（15至64岁）失业率为18.8%，当地33.6%的家庭拥有纳税资格。

## 社会事务

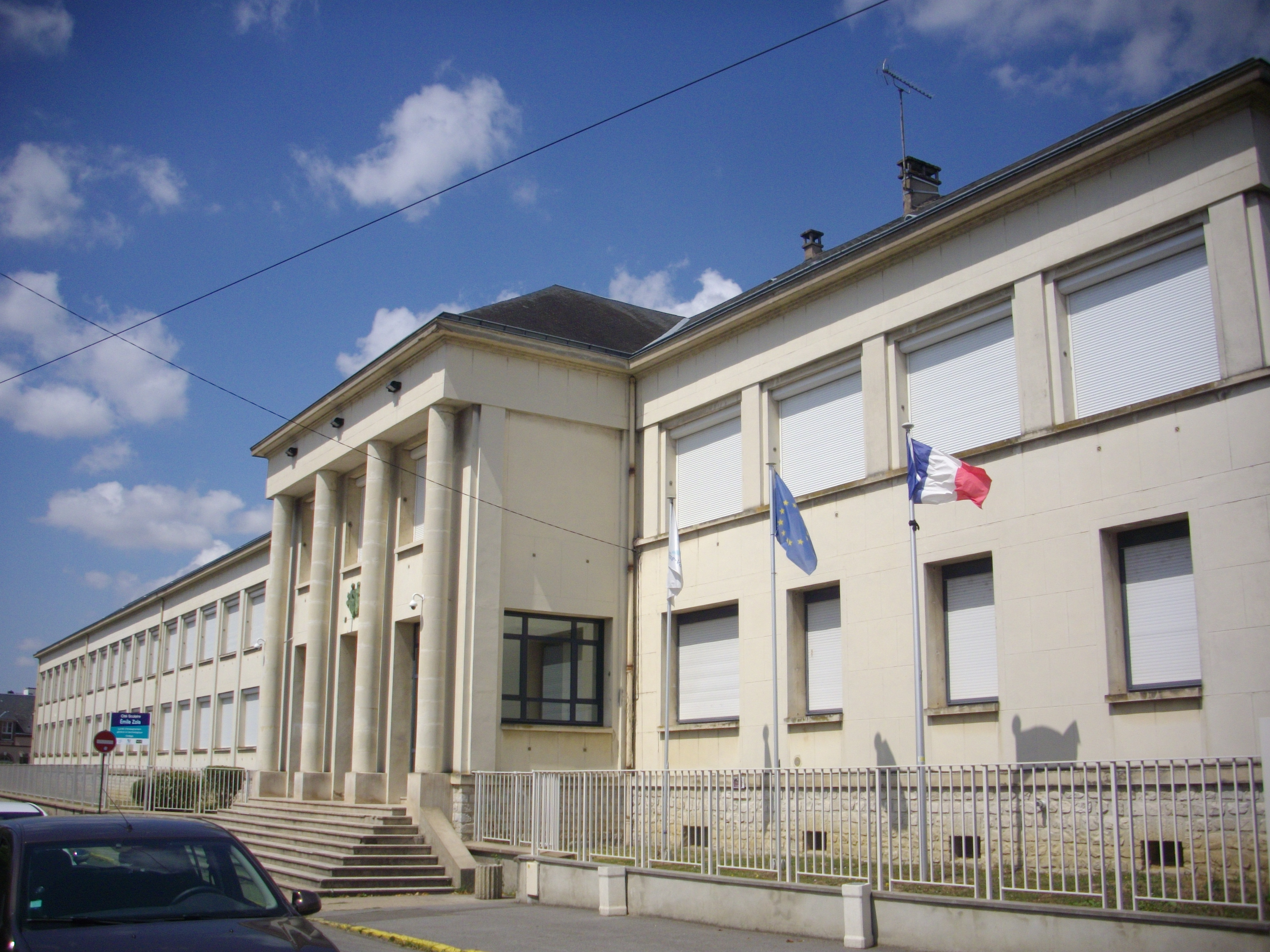
沙托丹埃米尔-佐拉高级中学

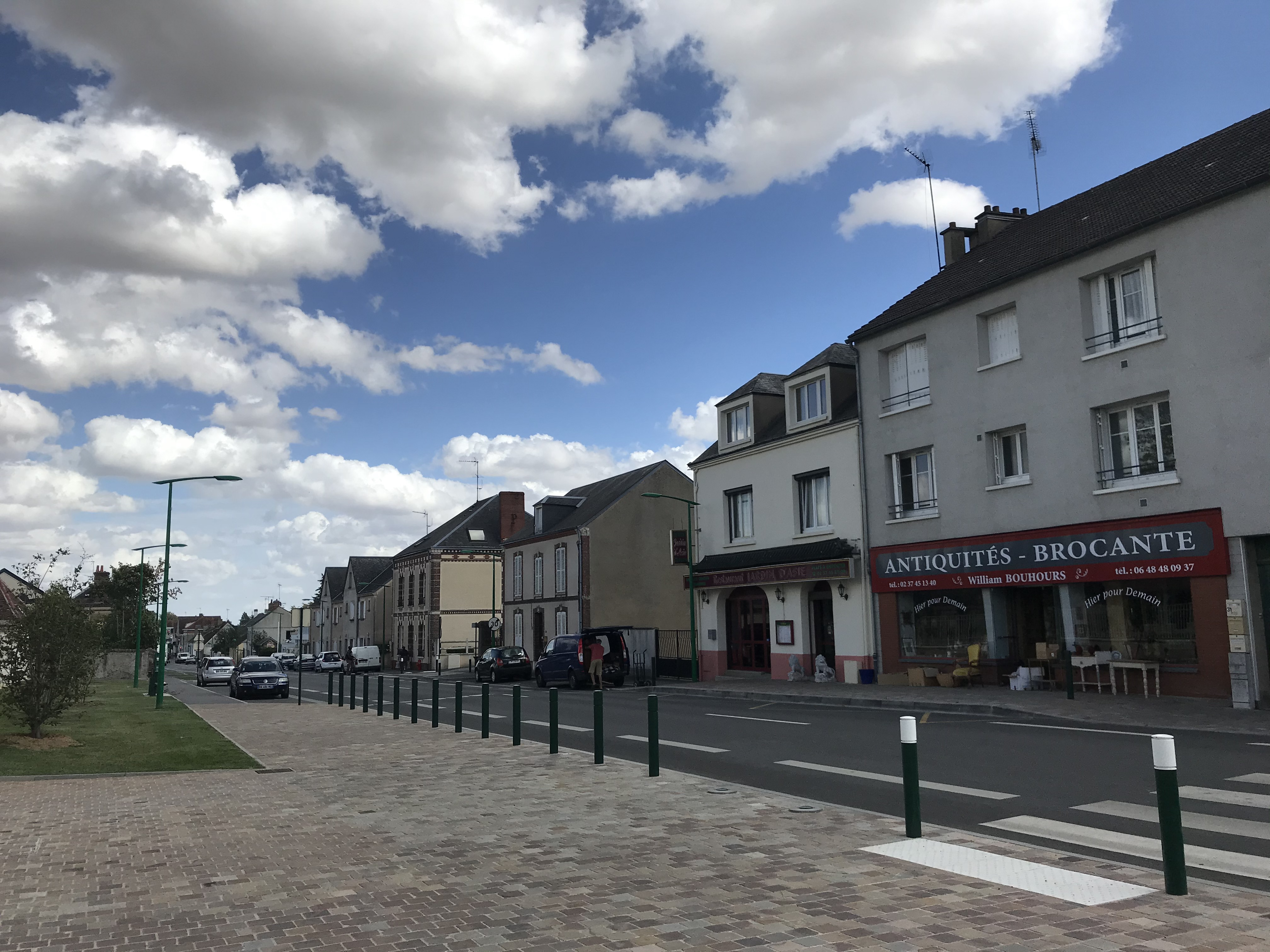
克莱尔曼大街

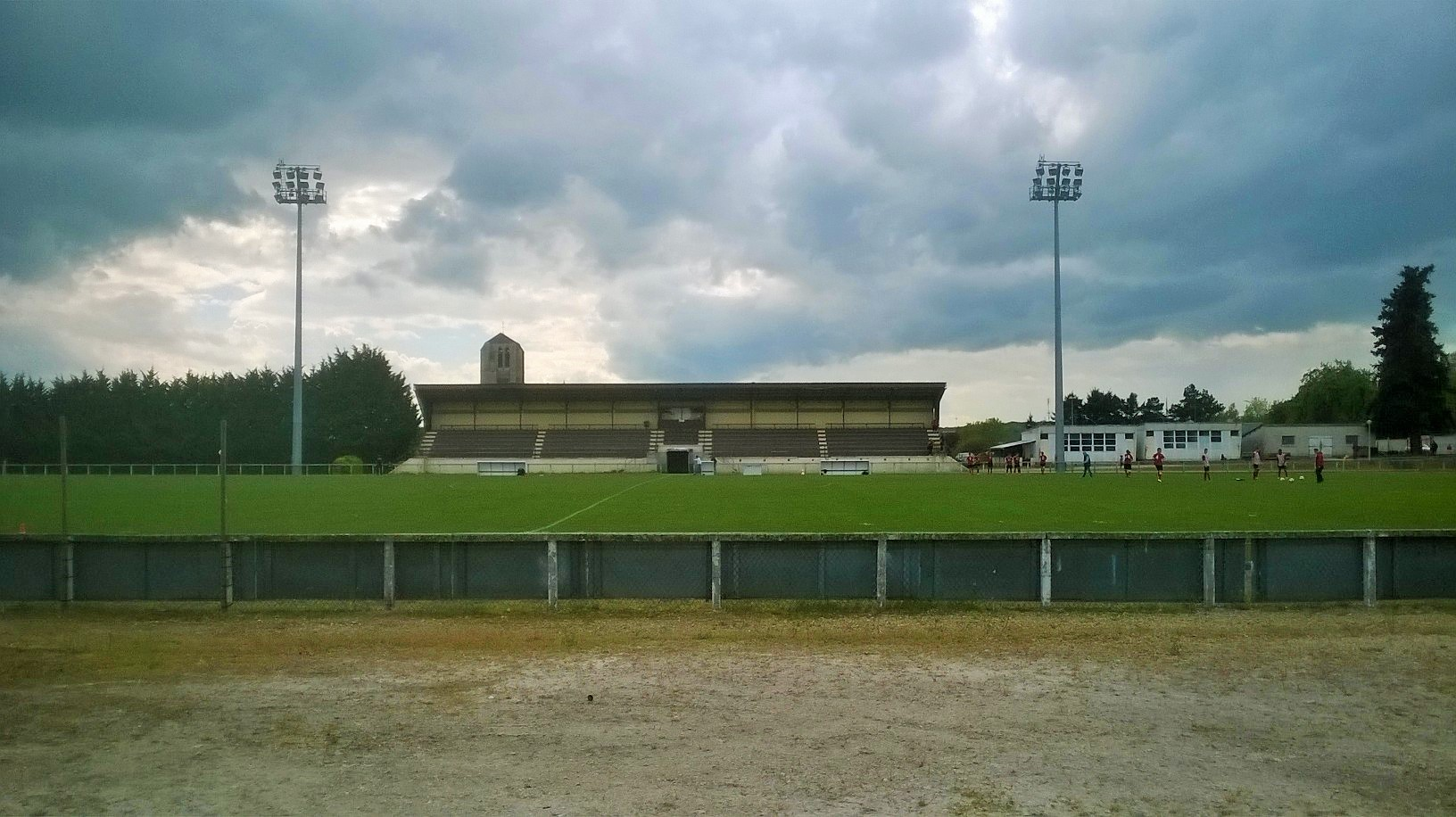
克莱贝尔和阿尔贝·普罗沃球场

### 教育
沙托丹属于奥尔良-图尔学区。截止2018年1月1日，沙托丹境内共有6所幼儿园、7所小学、4所初级中学、1所普通高中、1所农业高中和1所职业高中。2018至2019学年度，沙托丹境内共有在校中小学生1,954名。

### 医疗
截止2018年1月1日，沙托丹境内共有全科医生10名、保健师10名、牙医6名、护士17名、眼科医生3名和助产士4名。境内共有药房5家、养老院3家、残疾人帮扶中心6家。
沙托丹中心医院（Centre Hospitalier de Châteaudun）是法国的一个区域性医疗机构，其主病区位于沙托丹市区，设有床位434个，是当地规模最大的公立综合性医院。

### 住房
2017年，沙托丹境内共有各类住房6,630套，其中87%为常住房屋。集中式居民区主要分布在市区东部，铁路线以东。

### 商业
2018年，沙托丹境内共有各类商铺669家，其中餐饮服务类318家。市区北部建有大型开放式商业街区。

### 体育
2019年，沙托丹境内共有1家游泳池、3间健身房、3座综合体育场、10处网球场、1处马术场、4处足球或橄榄球场以及5处篮球或排球场。
沙托丹奥林匹克俱乐部是当地的一支足球队，成立于1959年，2020至2021赛季参加厄尔-卢瓦省的省级足球联赛，其主场“克莱贝尔和阿尔贝·普罗沃球场”（Stade Kléber et Albert Provost）位于市区西北部。

### 环境
沙托丹的环境事务由其所属的公共社区负责。2018年，沙托丹境内共有2家污染企业。

### 治安
沙托丹境内设有一处国家宪兵队和一处消防站。沙托丹羁押中心（Centre de détention de Châteaudun）位于市区东南部。
2014年，沙托丹及附近地区共发生各类案件2,012起，其中盗窃类案件1,169起，经济类案件229起，毒品交易类案件101起。

## 文化

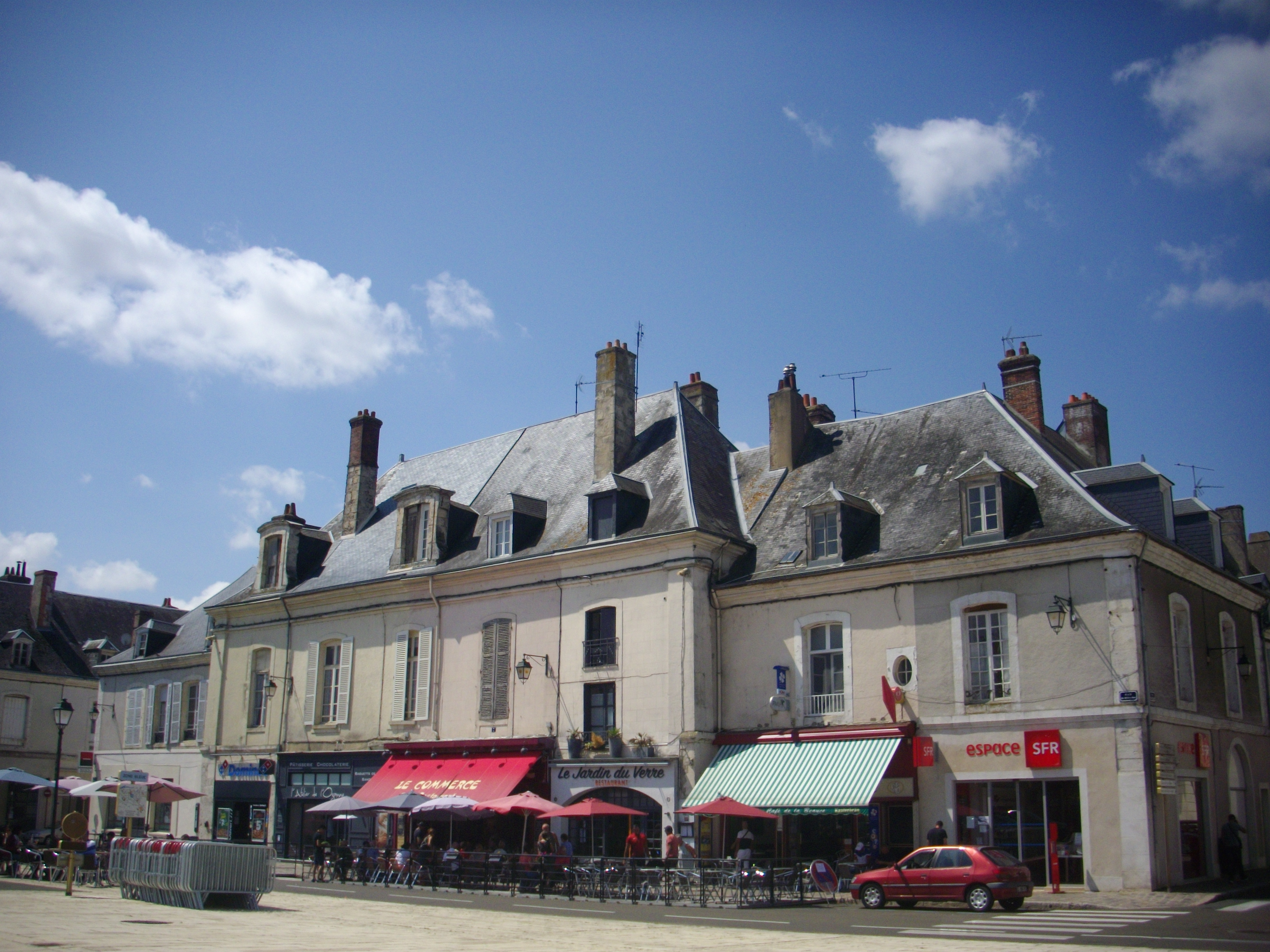
10月18日广场

2019年，沙托丹境内共有1个剧场、1个电影院和1个博物馆。沙托丹市政府提供多媒体中心，向公众全年开放。

### 建筑
沙托丹境内有多处法国国家文物保护单位，其中沙托丹城堡、沙托丹缚链圣若望教堂、尚代圣母小教堂遗址等为当地的代表性建筑物，10月18日广场则是当地的地标和城市几何中心。

### 旅游
沙托丹的旅游事务由其所属的公共社区负责。2020年，沙托丹境内共有2个宾馆共计91间房间，另有1个露营地，可容纳共100辆露营车。

### 媒体
法国主要的媒体均可在沙托丹接收，法国电视三台下属的中央-卢瓦尔河谷大区频道在部分时段播出沙托丹所属区域的地方新闻。

## 相关人物
公路自行车运动员布里斯·费于和罗曼·费于以及橄榄球运动员特里·布拉瓦出生于沙托丹。

## 友好城市
截至2020年9月，沙托丹共与四座城市互为友好城市关系：

| - 德国 施韦因富特 - 西班牙 马尔切纳 | - 爱尔兰 阿克洛 - 捷克 克罗梅日什 |